# Station Różyny
Station Różyny is een spoorwegstation in de Poolse plaats Różyny.